# Я буду дивитися
«Я буду дивитися» (I'll Be Watching) — американський науково-фантастичний фільм 2023 року режисера Еріка Бернарда. Перший показ відбувся в травні 2023 року.

## Про фільм
Технічний геній вирушає у відрядження. Тим часом його дружина, яка все ще оплакує втрату сестри, застрягла в їхньому новому, ізольованому будинку та мусить боротися із власними страхами, щоб вижити.

## Знімались
| Актор         | Роль    |
| ------------- | ------- |
| Елайза Тейлор | Джулі   |
| Боб Морлі     | Маркус  |
| Девід Кіт     | шериф   |
| Наташа Галеві | Софі    |
| Браян Батт    | Тейт    |
| Ганна Фірман  | Ребекка |